# Plusiopalpa thaumasia
Plusiopalpa thaumasia là một loài bướm đêm trong họ Noctuidae.